# Reserva Natural Mpofu
Reserva Natural Mpofu (Mpofu Nature Reserve} é uma reserva natural na Província do Cabo Oriental na África do Sul que é gerenciado pelo  Parques do Cabo Oriental.